# 横湯園子
横湯園子（よこゆ　そのこ、旧姓・芹沢　1939年10月25日 - ）は、日本の臨床心理学・教育学者。元中央大学教授。

## 経歴
静岡県生まれ。日本社会事業大学社会福祉学部卒業。
1986年市川市教員委員会教育センター専門研究員・指導主事、1991年女子美術大学助教授、1994年北海道大学教育学部教授、1999年中央大学文学部教授。2010年定年退職。
古典銀線七宝教授でもある。1987年教育科学研究会賞受賞。

## 著書
- 『登校拒否 専門機関での援助と指導の記録』あゆみ出版 からたち文庫 1981
- 『登校拒否・新たなる旅立ち』新日本出版社 1985
- 『アーベル指輪のおまじない 登校拒否児とともに生きて』岩波書店 1992
- 『不登校・登校拒否 悩める親と子へのメッセージ』岩波ブックレット 1993
- 『いじめ、不登校、暴力… 子どもたちの悲鳴に耳を傾けて』岩波ブックレット 1997
- 『子どもの心の不思議 臨床という仕事から』柏書房 1997
- 『教育臨床心理学 愛・いやし・人権そして恢復』東京大学出版会 2002
- 『ひきこもりからの出発 あるカウンセリングの記録』岩波書店 2006
- 『子ども理解のための十二の月の物語 教育臨床の立場から』新科学出版社 2008
- 『魂への旅路 戦災から震災へ』岩波書店 シリーズここで生きる 2014

### 共編著
- 『不登校・登校拒否は怠け?病い? その「対応」をさぐる』教育科学研究会共編 国土社 『教育』別冊 1991
- 『心の視点 カウンセリング・トレーニング』高垣忠一郎共編 青木書店 1997
- 『思春期・青年期サポートガイド 困った!に応え、自立を励ます』太田政男,小島喜孝,中川明共編著 新科学出版社 2007
- 『ピアカウンセラー養成プログラム 自分がわかり、人の話がきける生徒に』編著 かもがわ出版 2010

### 翻訳
- ホセ・アントニオ・タシエス『名前をうばわれたなかまたち』さ・え・ら書房 2011

## 論文
- CiNii Articles 検索 - 横湯園子